# Sergiu Celibidache
Sergiu Celibidache (28. červnajul. / 11. červencegreg. 1912 Roman, Rumunsko – 14. srpna 1996 La Neuville-sur-Essonne, Francie) byl rumunský dirigent a hudební skladatel.

## Život

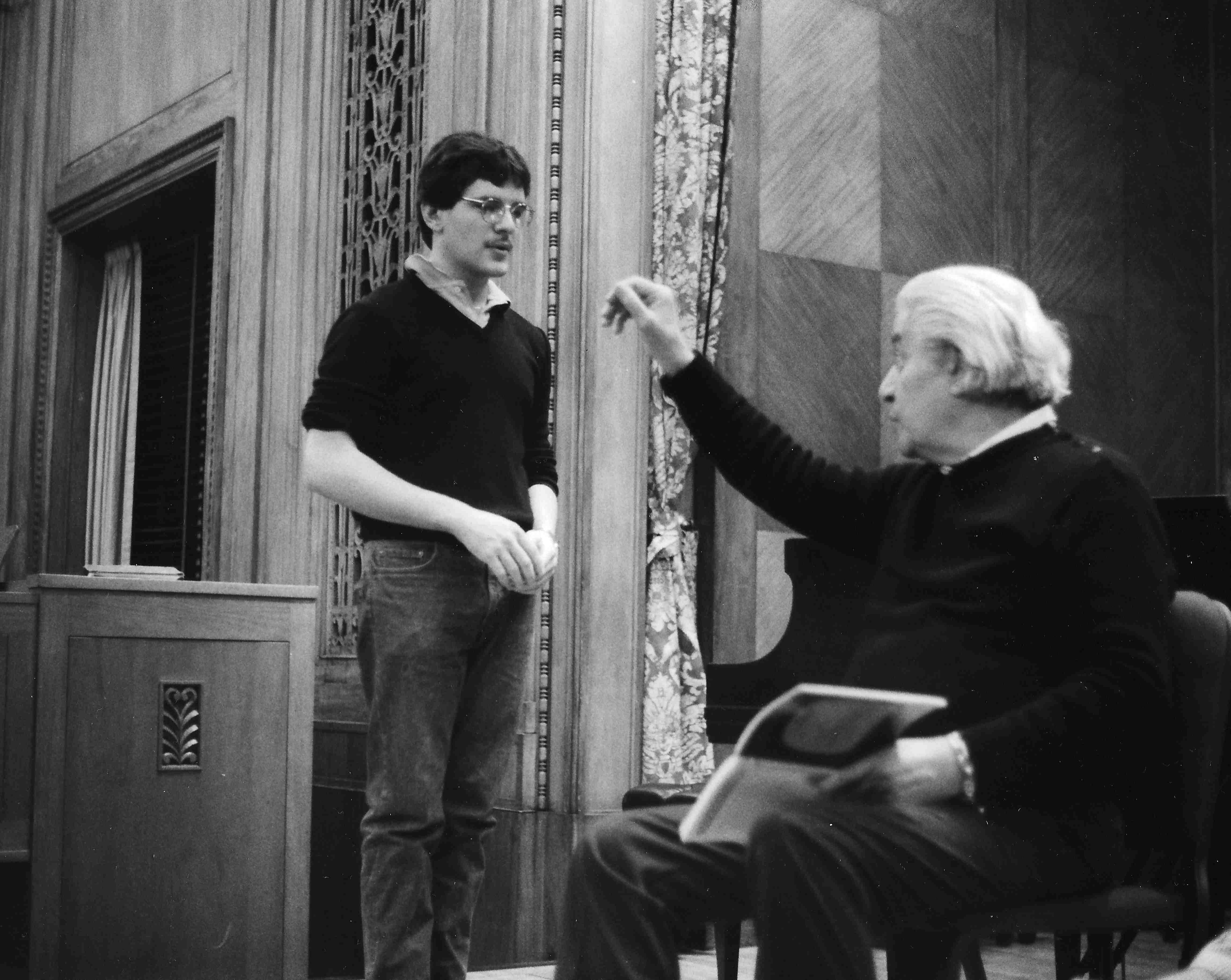
Sergiu Celibidache (vpravo) v roce 1984

Již od dětství se věnoval hře na klavír; hudbu studoval nejprve v Bukurešti, později v Paříži a nakonec v Berlíně. Vzdělání dokončil v roce 1944 a do Rumunska se již natrvalo nevrátil.
V letech 1945 až 1952 byl šéfdirigentem Berlínských filharmoniků. Později spolupracoval s orchestry z mnoha dalších zemí, například z Francie, ze Švédska či Spojeného království. Roku 1979 se stal hudebním ředitelem orchestru Mnichovské filharmonie.
Zemřel v roce 1996 ve francouzské obci La Neuville-sur-Essonne ve věku 84 let. Za svého života odmítal publikovat nahrávky své hudby. Nahrávky tak začaly vycházet až po jeho smrti.

## Ocenění
Roku 1970 získal hudební cenu Léonie Sonning.